# Kascsák Margit
Kascsák Margit (Budapest, 1923. március 5. – Budapest, 1997. január 15.) textilművész, jelmeztervező.
1947–51: Magyar Iparművészeti Főiskola. 1951–57: SZOT Népi Együttes; 1957-től a Budapest táncegyüttes; 1965-től a Magyar Állami Népi Együttes jelmeztervezője, valamint dolgozott: Honvéd, Duna táncegyüttes, Jászsági, KISZ táncegyüttes, Vasas táncegyüttes, Erkel Ferenc Néptáncegyüttes, Csepel táncegyüttes, Diósgyőri, Debreceni Hajdú Táncegyüttes, Békéscsabai, Mecsek táncegyüttes, Bihari táncegyüttes, Honvéd Archiválva 2022. március 27-i dátummal a Wayback Machine-ben, Szegedi táncegyüttesekkel.
211 színdarab jelmezét tervezte, néprajzi leírásokat készített és tárgyakat gyűjtött. Kiemelkedő koreográfusokkal dolgozott együtt, többek között: Rábai Miklós, Molnár István, Vásárhelyi László. Timár Sándor, Novák Ferenc, Kriskovics Antal, Galambos Tibor, Manninger Miklós, Létai Dezső.

## Díjak
- 1953: VIT-díj, Bukarest
- 1954: SZOT-díj; Munka Érdemérem
- 1957: Nemzetközi verseny, Nizza, I. díj
- 1958: I. díj, Agrigento
- 1960: Nemzetek nagydíja, Agrigento; I. díj, Helsingör
- 1962: Nemzetközi Fesztivál, nagydíj, Szarajevó
- 1964: Magyar Hetek, Női ruha I. díj (NSZK)
- 1978: Szocialista Kultúráért díj

## Főbb művei, jelmeztervek (válogatás)
SZOT táncegyüttes, Molnár István együttesvezető:
- 1952 • Magyar képeskönyv
- 1953 • Dobozi csárdás
- 1954 • Régi magyar táncok
- 1955 • Párnatánc

Budapest táncegyüttes, Molnár István együttesvezető (1958–1971):
- 1956 • Régi magyar katonatánc és verbunk, Hazatérés, Ostortánc
- 1958 • Kállai kettős
- 1959 • Indul a hajó, Magyar képek
- 1961 • Szerelem és tűz tánccal, Bartók: Magyar képek
- 1966 • Bábtáncoltató, Ballada az emberről
- 1967 • Kodály: Marosszéki táncok
- 1968 • Liszt: Szerelmi álmok
- 1969 • Tavaszi szél vizet áraszt

Budapest táncegyüttes, Simon Antal és Kriskovics Antal együttesvezetők (1971-1991):
- 1971 • Kaláris
- 1973 • Szabadság, szerelem
- 1976 • Tájak, emberek
- 1977 • Triptichon, Mozaik, Fölmelegít a láng
- 1977 • Hajnalig nyúló árnyak, Embernek lenni, Fekete pár
- 1979 • Hegyen-földön
- 1980 • Tűzciterák, Volt egyszer egy királyfi, Prométheusz
- 1982 • Lobogva, táncolva, dalolva
- 1983 • Naphívogató, Vallomások, Meditáció
- 1986 • Elfelejtett rítusok, Csobánolás, Vágyódás, Párkereső
- 1988 • Életképek, Ráckevei ballada, Allegro Barbaro

 Állami Népi Együttes, Rábai Miklós művészeti vezető, Létai Dezső rendező (1965–1974):
- 1965 • Hétvirág – Nemzetiségünk folklórjából
- 1968 • Magyar századok
- 1969 • Jeles napok
- 1970 • Kegyes
- 1971 • Utak
- 1974 • Táncra Muzsikára
- 1979 • Életfa

Állami Népi Együttes, Timár Sándor művészeti vezető:
- 1976 • Ady
- 1982 • Táncra, lábam, Lakodalmas
- 1985 • Vallomások
- 1989 • Tánckaláka
- 1989 • Kamaraműsor
- 1990 • Karikára, legények
- Állami Népi Együttes, Molnár István-felújítás – Galambos Tibor, Háry Intermezzo – Erdély Tibor:
- 1996 • Magyar képek

Honvéd Együttes, Novák Ferenc művészeti vezető (1981–91):
- Cigánytánc
- Torockói lakodalom
- Hétugrós
- Bartók: 5 népdal
- Üveges

Duna Együttes, Novák Ferenc, Kriskovics Antal, Zsuráfszky Zoltán művészeti vezetőK (1957–):
- Cigány csárdás
- Kalotaszegi tánc
- Palóc táncok
- Dél-alföldi táncok
- Vígan

## Művek közgyűjteményekben
- Néprajzi Múzeum, Budapest